# Битва при Линкольне (1217)
Втора́я би́тва при Ли́нкольне (англ. Second Battle of Lincoln) — сражение, которое произошло 20 мая 1217 года в Линкольне в ходе Первой баронской войны. Армия французского принца Людовика (будущего короля Франции Людовика VIII), объявленного рядом мятежных баронов королём Англии, захватила город Линкольн и осадила замок Линкольн, имевший важное стратегическое значение. Однако подошедшая армия сторонников малолетнего короля Генриха III, возглавляемая регентом Англии Уильямом Маршалом, 1-м графом Пембруком, атаковала осаждавших. В результате командир французов, Томас, граф Перша, был убит, а его войска потерпели поражение.
Битва стала поворотным моментом в войне, поскольку многие поддерживавшие французского принца бароны в ходе битвы попали в плен. Уже в сентябре 1217 года был заключён Ламбертский мир, по которому Людовик отказался от притязаний на английский трон.

## Предыстория
В июне 1215 года группа могущественных баронов, недовольных деспотичным правлением короля Англии Иоанна Безземельного, вынудила его подписать «Великую хартию вольностей». В ответ сами бароны возобновили свою клятву верности королю. Однако мира это не принесло. Папа Иннокентий III освободил английского короля от исполнения Хартии, что привело к возобновлению борьбы Иоанна с баронами, которое переросло в гражданскую войну. Желая свергнуть короля, мятежные бароны обратились к королю Франции Филиппу II Августу, предложив английский трон его наследнику, принцу Людовику (будущему королю Франции Людовику VIII). В 1216 году Людовик прибыл в Англию и был коронован. Однако в октябре 1216 года Иоанн неожиданно умер.
Генрих III, наследник Иоанна, был ещё мал, однако оставшиеся верными королю бароны 28 октября короновали мальчика в Глостерском аббатстве. Регентом при несовершеннолетнем короле стал маршал Англии Уильям Маршал, 1-й граф Пембрук, от имени короля он издал новую версию «Великой хартии вольностей», а мятежникам было обещано прощение. Однако большая часть восставших баронов продолжала поддерживать принца Людовика, который укрепился в Северо-Восточной Англии и контролировал Лондон.
В январе 1217 года Людовик заключил перемирие с роялистами и отплыл во Францию за подкреплением. Маршал воспользовался его отсутствием и смог перетянуть некоторых мятежных баронов, которые были недовольны планами принца передать большую часть английских земель французам. Осознавая, что только победа над армией Людовика положит конец войне и позволит утвердить юного Генриха III на английском престоле, Маршал стянул свои силы к Нортгемптону в центре Англии, где ожидал дальнейшего развития событий. Принц Людовик, который был полон решимости подавить сопротивление, в мае разделил свою армию на 2 части. Первую он отправил на север, сам же во главе второй отправился к Дувру.

## Подготовка к битве
В отправившейся на север армии были как французы, так и мятежные бароны, включая двух лидеров, Роберта Фиц-Уолтера и Сэйра де Квинси. В её составе было более 500 английских рыцарей, 70 французских рыцарей, а также большой отряд пехоты. Возглавлял эту армию французский граф Томас дю Перш. Первоначальной целью был Маунтсоррел в Лестершире, который был осаждён армией под командованием Ранульфа, графа Честера. Однако тот, узнав о приближении врагов, снял осаду и отступил, после чего армия графа Перша двинулась к Линкольну, который был оплотом роялистов. Город был окружён стеной. Хотя внешние укрепления уже были разрушены, но роялисты, которых возглавляла леди Никола де ла Хайе, контролировали хорошо укреплённый замок. Целью армии, возглавляемой графом Першем, было заставить гарнизон замка сдаться.
Узнав о продвижении противников, Уильям Маршал решил нанести по мятежникам удар, воспользовавшись тем, что их силы разделены. Местом сбора роялистской армии был назначен Ньюарк, который находится в 25 милях к юго-западу от Линкольна. Армия начала собираться 17 мая. В «Истории Уильяма Маршала» сообщается, что в роялистской армии было 406 рыцарей, 317 арбалетчиков, а также большой отряд «приверженцев», в состав которого входили и слуги, в битве не участвовавшие. Главным командиром был Уильям Маршал, но при этом в битве участвовало много других военачальников, в числе которых были епископ Уинчестера Пьер де Рош, Ранульф, граф Честер, Уильям Длинный Меч, граф Солсбери, Фокс де Бреоте, Джон III Маршал (двоюродный брат Уильяма) и Уильям II Маршал (старший сын и наследник Уильяма).

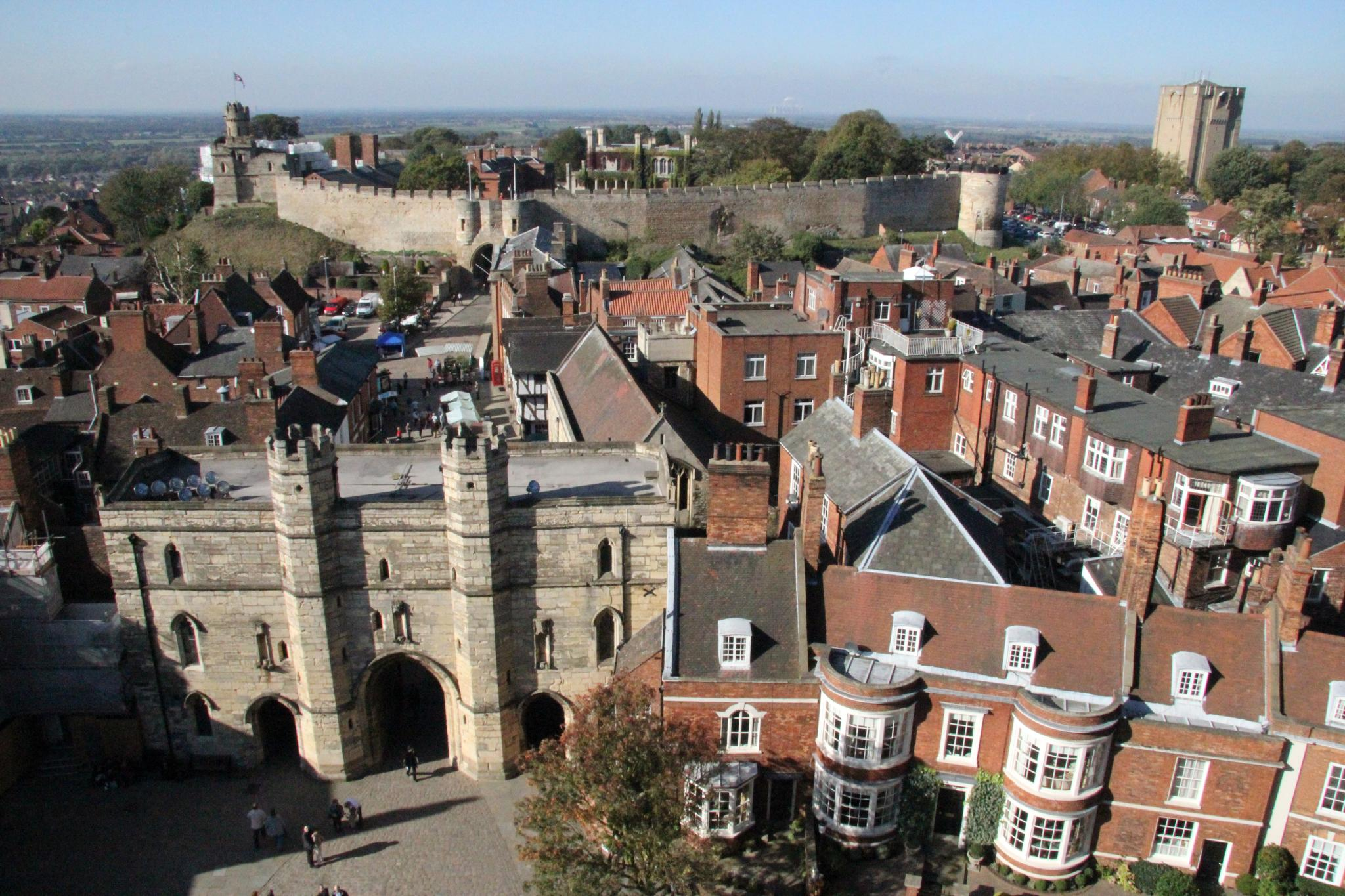
Замок Линкольн

После того как армия графа Перша соединилась с осаждавшими замок Линкольн, их численность составила более 600 рыцарей и тысячу пехотинцев, что превышало размеры армии Маршала. Поэтому он тщательно приготовился к битве. При её планировании военачальник учитывал топографию местности, которую, вероятно, хорошо знал Питер де Рош, ранее служивший в Линкольнском соборе. Также Маршал имел огромный военный опыт. Кроме того, он позаботился о моральном состоянии армии: было объявлено о том, что французская армия и их союзники отлучены от церкви, а сам Уильям Маршал, согласно «Истории», произнёс несколько вдохновляющих речей.
Город Линкольн располагался на левом берегу реки Уитем и был окружён римскими стенами, которые образовывали по достаточно крутому склону хребта вытянутый прямоугольник. На расстоянии менее чем в полмили перепад высот составлял 175 футов (около 53 метров). Наверху, на западе располагался построенный в XII веке нормандский замок, а на востоке — Линкольнский собор. Во внешних стенах было не меньше чем 5 ворот. Осаждающая замок армия разместилась внутри крепостных стен. Используя осадные машины и камнемёты они пытались пробиться через внутренние укрепления.
Понимая, что при прямой атаке из Ньюарка на Линкольн подошедшая с юга армия будет вынуждена переправляться через реку Уитем по мосту, а потом подниматься из Нижнего города вверх по склону, отражая атаки врага, Маршал решил обойти город по дуге с запада, подняться на главный хребет и оттуда начать наступление на Линкольн с северо-запада. Благодаря этому плану его армия могла подойти с севера и двигаться вниз по склону; кроме того, армия могла в таком случае получить поддержку от гарнизона замка раньше, чем мятежники смогут контратаковать.
Выйдя из Ньюарка, армия Маршала остановилась на ночь в восьми милях к юго-западу от Линкольна. На следующий день они покинули лагерь ещё до рассвета, добрались до хребта и, разделившись на 7 групп, двинулись к городу: в авангарде шёл отряд арбалетчиков, в арьергарде — обоз. Армия достигла Линкольна в субботу 20 мая в 6 часов утра. Перед битвой Маршал обратился к своим людям с вдохновляющей речью, указав, что никто не должен бояться, ибо все погибшие попадут в рай.

## Битва

Схема битвы при Линкольне

Уильям Маршал решил лично возглавить наступление. При этом он хотел выманить врага из города, но сделать это не удалось: хотя Сэйр де Квинси и Роберт Фиц-Уолтер настаивали на немедленной атаке, Томас дю Перш, который после получения сообщения о подходе врагов изучил местность, решил не рисковать и отвёл войска под прикрытие городских стен. Атакующие не имели осадных орудий, да и не могли себе позволить длительную осаду, поскольку осаждённым мог прийти на помощь принц Людовик. Хотя в замок, удерживаемый леди де ла Хайе, можно было войти через западные замковые ворота, но Уильям не желал рисковать, вводя в замок все свои войска. Пытаясь найти способ проникнуть в город, Маршал разослал разведывательные отряды, один из которых, возглавляемый Пьером де Рошем, обнаружил, что ворота в северо-западной части города засыпаны камнями и щебнем. Решив расчистить ворота, он разработал отвлекающий манёвр. Отряд под командованием Ранульфа, графа Честера, начал штурмовать северные ворота. Большой отряд арбалетчиков под командованием Фокса де Бреоте вошёл в замок, разместился на его стенах и начал обстрел противника, нанеся немалый ущерб. Хотя расчистка ворот оказалась весьма трудоёмким занятием, но к полудню она была закончена, причём осаждённые о ней не узнали, занятые отражением атак на других участках города.

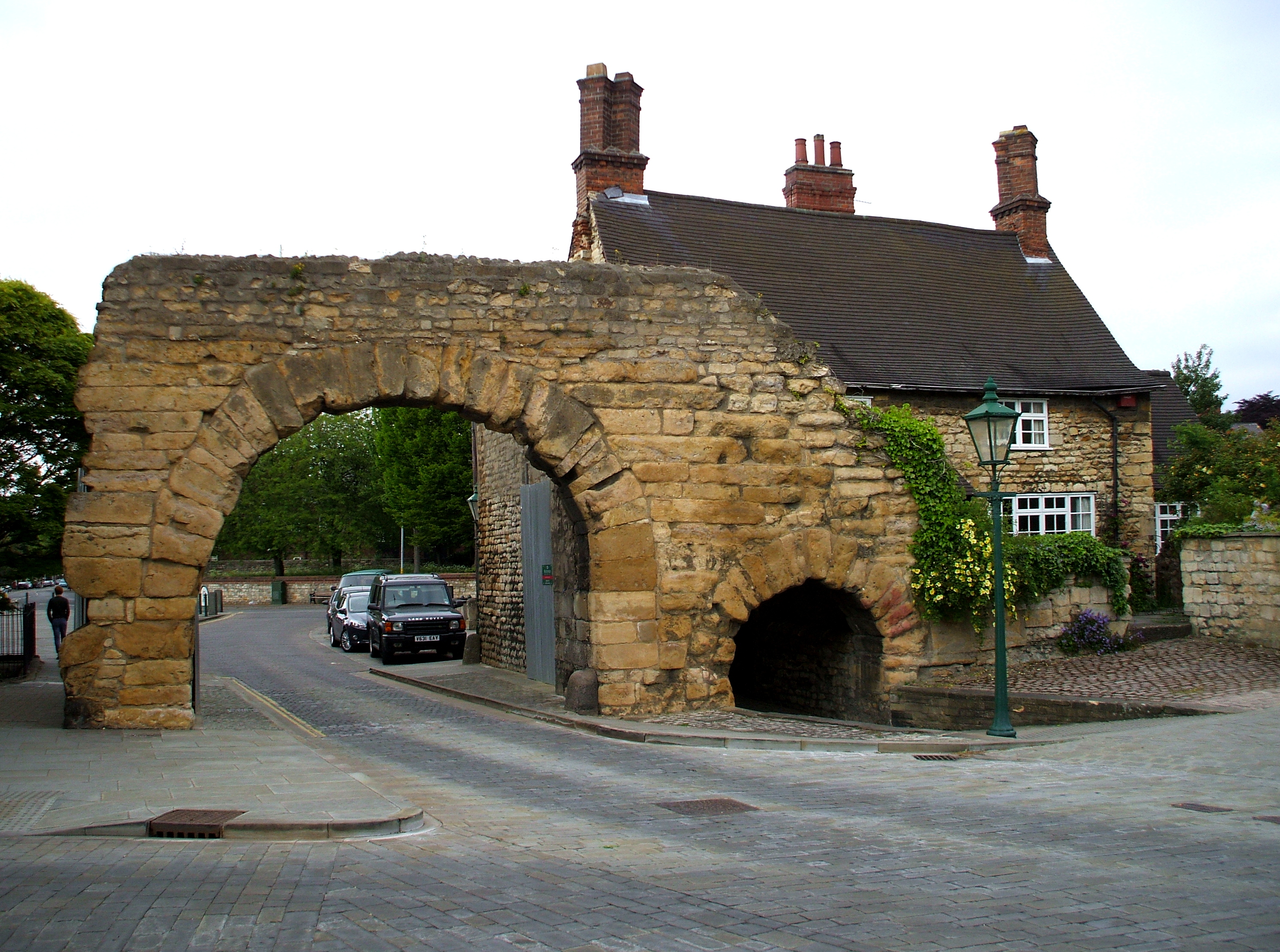
Арка Ньюпорт — остатки северо-западных ворот, через которые отряд Уильяма Маршала проник в город

Отряд рыцарей под командованием Маршала к этому моменту был готов к атаке, причём сам командир забыл надеть шлем, но молодой оруженосец успел его остановить и вручить шлем. Рядом с Уильямом были его сын Уильям Длинный Меч и Пьер де Рош. Отряд, въехав в город и проехал по Уэстгрейт-стрит, после чего повернул на юг, добравшись до замка. При этом арбалетчики Фокса де Бреоте продолжали вести обстрел мятежников: как писал один хронист, их кони «падали как подкошенные, их убивали как свиней». Появление отряда Маршала, который сходу врезался в противников, оказалось неожиданным, однако мятежники быстро пришли в себя, и на улицах началась ожесточённая схватка.
Исход битвы долгое время был неясен. Томас дю Перш собрал своих людей около собора и организовал ожесточённое сопротивление. Хотя было много раненых, он постепенно начал возвращать утраченные позиции. Однако один из бывших наёмников Фокса де Бреоте, Реджинальд Крок, атаковал графа Перша и нанёс ему смертельную рану: лезвие меча вошло через визор и через глаз попало в мозг, после чего тот упал. Однако и сам Крок получил рану, от которой умер тем же вечером.
Гибель командира англо-французской армии деморализовала его отряд, обратившийся в паническое бегство в Нижний город. Роялисты не сразу поняли, что произошло: хотя Томас дю Перш рухнул с лошади, он мог просто потерять сознание. Однако после того как по приказу Маршала с того сняли шлем, стало очевидно, что он мёртв. При этом гибель столь знатной фигуры в битве была явлением необычным: броня хорошо защищала рыцаря, кроме того, его было выгоднее захватить в плен, чтобы получить потом выкуп. Биограф Уильяма Маршала написал по этому поводу: «Очень жаль, что граф Томас умер таким образом».
Битва продолжилась, но преимущество было на стороне роялистов. Отряд Маршала начал преследование отступавших в Нижний город, к нему присоединился со своим отрядом Ранульф, граф Честер, который смог прорваться в Линкольн через северные ворота. Хотя англо-французская армия попыталась организовать контратаку, но её быстро отбили. Ряд бегущих баронов не смог переправиться через «бутылочное горлышко», образовавшееся на мосту через Уитем. Тех, кто смог перебраться и бежать на юг, преследовали много миль. Спастись от плена смогло около 200 рыцарей, в «Истории Уильяма Маршала» их сравнили с крысами, «которые удирали всю дорогу до Лондона». Кто-то был убит (в первую очередь пехотинцы), но многие были захвачены в плен.

## Результаты
Битва закончилась победой роялистов. При этом в плен было захвачено много значимых мятежных баронов, включая Роберта Фиц-Уолтера и Сэйра де Квинси. Также в плен попала большая часть ударных сил принца Людовика, что значительно ослабило его позиции в Англии. Английский историк Джон Карпентер назвал битву при Линкольне 1217 года «одним из самых решающих сражений в английской истории».
Узнав о разгроме своей армии, принц Людовик снял осаду Дувра и отправился в Лондон. Понимая, что выбить его из города будет трудно, Уильям Маршал начал переговоры о мире, обещая, что в случае отъезда принца во Францию отлучение мятежников от церкви будет снято, они получат назад свои владения, а пленные будут отпущены. Хотя Людовик отказался принять условия мира, но мятежные бароны стали дезертировать из его армии. В августе французы предприняли последнюю попытку вырвать победу, послав в Англию флот под командованием Эсташа Монаха, но 24 августа английский флот в морской битве при Сэндвиче разгромил французский. 28 августа переговоры о мире возобновились, Маршал предложил примерно те же условия, что и раньше. В результате в сентябре 1217 года был заключён Ламбертский мир, по которому Людовик отказался от притязаний на английский трон и был отправлен во Францию, а баронская война закончилась.